# Georg Loeschcke

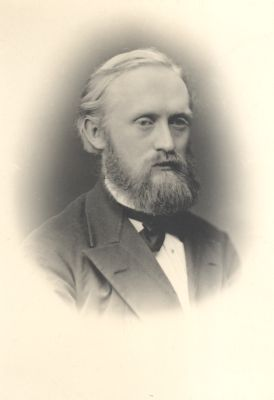
Georg Loeschcke

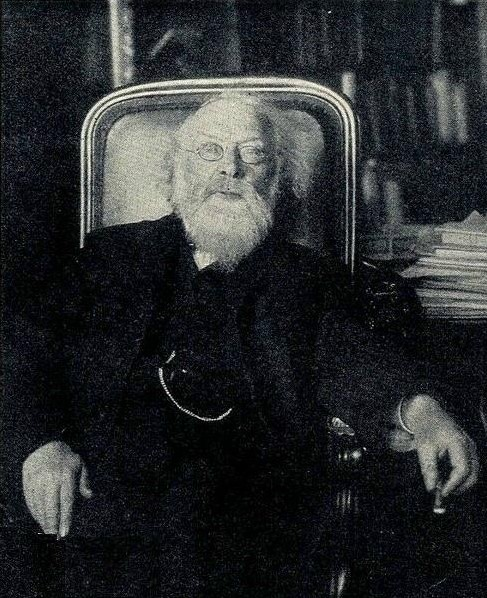
Georg Loeschcke (1906). Foto von Aura Hertwig

Georg Loeschcke (* 28. Juni 1852 in Penig, Sachsen; † 26. November 1915 in Baden-Baden) war ein deutscher Klassischer Archäologe.

## Leben
Der Sohn eines Apothekers besuchte von 1865 bis 1871 das Gymnasium in Plauen. Anschließend begann er in Leipzig ein Studium zunächst der Philologie und Geschichte, zunehmend aber auch der Archäologie bei Johannes Overbeck. Einer seiner Kommilitonen war Adolf Furtwängler, mit dem er seitdem befreundet war. 1873 wechselte Loeschcke an die Universität Bonn und studierte dort vor allem bei dem Historiker Arnold Schaefer und dem Archäologen Reinhard Kekulé von Stradonitz. 1875 wurde er bei Schäfer mit einer Arbeit über attische Inschriften promoviert (De titulis aliquot Atticis quaestiones historicae, Bonn 1876) und widmete sich anschließend verstärkt der Archäologie.
Im Jahre 1877 bewarb sich Loeschcke erfolgreich um ein Reisestipendium des Deutschen Archäologischen Instituts (DAI), um vor allem antike Vasen zu erforschen. Er reiste zunächst nach Italien, wo er sich im Winter 1877/78 aufhielt, mit einem weiteren Stipendium 1878 in Begleitung von Furtwängler nach Griechenland. Ende 1878 kehrte er nach Leipzig zurück und arbeitete dort an einem gemeinsam mit Furtwängler verfassten Werk über Mykenische Thongefäße, dem einige Jahre später ein zweites Gemeinschaftswerk folgen sollte.
Im Jahre 1879 wurde Loeschcke Professor für Klassische Philologie und Archäologie an der Kaiserlichen Universität Dorpat und führte dort neben seiner Lehrtätigkeit Forschungen zur Vorgeschichte des Baltikums durch. 1889 erhielt er einen Ruf an die Universität Freiburg, aber noch bevor er ihn antreten konnte, wurde er von Friedrich Althoff als Nachfolger Kekulés nach Bonn berufen. Neben einer reichen Lehrtätigkeit baute Loeschcke dort die Sammlungen des Akademischen Kunstmuseum aus, insbesondere im Bereich der Gipsabgüsse und der antiken Tongefäße. Außerdem konnte er mit Hilfe einer Mäzenin die Bibliotheken Theodor Mommsens und Hermann Useners für das Akademische Kunstmuseum erwerben. Zur besseren Unterbringung der Sammlungen setzte Loeschcke einen Erweiterungsbau für das Museum durch, der 1908 fertiggestellt wurde. 1895/96 war er Dekan der Fakultät, 1909/10 Rektor der Universität.
Im Jahre 1912 wurde Loeschcke an die Berliner Universität berufen, wiederum als Nachfolger Kekulés. Auch in Berlin machte er sich sofort an den Ausbau der Lehrsammlungen und plante die Erweiterung der Räume des Archäologischen Seminars. 1915 erkrankte Loeschcke schwer und wurde von seiner Schülerin Margarete Bieber vertreten. Während einer Kur in Baden-Baden verstarb er an einem Schlaganfall.
Im Jahre 1901 wurde er zum korrespondierenden Mitglied der Göttinger Akademie der Wissenschaften gewählt. Seit 1913 war Loeschcke Mitglied der Preußischen Akademie der Wissenschaften.
Loeschcke war in erster Ehe seit 1879 mit Katharina Jäger verheiratet, mit der er eine Tochter und sechs Söhne hatte, darunter den Theologen Gerhard Loeschcke (1880–1912), den Pathologen Hermann Loeschcke (1882–1958), Siegfried Loeschcke (1883–1956), der wie sein Vater Archäologe wurde, und den Maler Reinhard Loeschcke (1887–1920). Nach dem Tod seiner ersten Frau 1912 heiratete Loeschcke 1915 seine Schülerin Charlotte Fränkel.

## Leistungen
Loeschcke verstand die Klassische Archäologie weniger als Kunstwissenschaft der Antike, sondern als die Erforschung der gesamten materiellen Kultur des Altertums. So interessierte er sich während seiner Bonner Zeit auch für die rheinischen Bodenaltertümer. Er unterstützte die von Theodor Mommsen angeregte Erforschung des Obergermanisch-Raetischen Limes und war bei den 1892 begonnenen Ausgrabungen und Geländeforschungen als Streckenkommissar für den nördlichsten Abschnitt des Limes zuständig. Im Jahre 1894 wurde er in die Reichs-Limeskommission berufen, 1895 in die Zentraldirektion des DAI. Dort setzte er sich gemeinsam mit Alexander Conze für die Gründung der Römisch-Germanischen Kommission ein, die 1901 erfolgte. Neben der Arbeit am Limes war Loeschcke auch an der Erforschung der Römerlager in Haltern und der Kaiserthermen in Trier beteiligt.
Loeschcke publizierte in seiner Bonner und Berliner Zeit weniger als andere Archäologen, etwa Furtwängler, wurde aber als akademischer Lehrer gerühmt. Bei ihm promovierten unter anderen Hans Dragendorff, Georg Karo, Richard Delbrueck, Carl Watzinger, August Frickenhaus und Paul Jacobsthal. Von besonderer Bedeutung war Loeschckes Akzeptanz weiblicher Studenten, er promovierte mit Margarete Bieber und Elvira Fölzer die beiden ersten Archäologinnen in Deutschland, darüber hinaus Charlotte Fränkel, Margret Heinemann und Viktoria von Lieres und Wilkau. Außerhalb der Universität verbreitete er archäologische Kenntnisse in Vorträgen und Ferienkursen für Gymnasiallehrer, die er ab 1890 hielt.

## Schriften (Auswahl)
- mit Adolf Furtwängler: Mykenische Thongefäße. Asher, Berlin 1879.
- mit Adolf Furtwängler: Mykenische Vasen. Vorhellenische Thongefässe aus dem Gebiete des Mittelmeeres . Asher, Berlin 1886 (Digitalisat).